# George Puttenham
George Puttenham (1530-1590) est un rhétoricien anglais, auteur de The Arte of English Poesie (L'Art de la poésie anglaise) publié en 1589.

## Biographie
George Puttenham est le second fils de Robert Puttenham de Sherfield on Loddon dans le Hampshire. Sa femme, Margaret est la fille de sir Richard Elyot et la sœur de sir Thomas Elyot. Il eut un frère aîné, Richard. George se marie à Elizabeth, alors veuve de Richard Paulet (le frère de William Paulet, 1er marquis de Winchester, et de William, Baron de Windsor. Elizabeth est la fille unique de Peter Coudray de la maison Herriard. 